# إد موسى أو داود (تاغجيجت)
إد موسى أو داود هي إحدى مشيخات المملكة المغربية، تتبع جغرافيا لإقليم كلميم وإداريًا لتاغجيجت. يقدر عدد سكانها بـ 832 نسمة حسب الإحصاء الرسمي للسكان والسكنى لسنة 2004.